# Carlo Felice (fregata)
La Carlo Felice è stata una fregata a vela della marina del Regno di Sardegna in servizio dal 1830 al 1836. 

## Storia
Con Regio Viglietto del 22 dicembre 1824 venne approvato un programma di ampliamento della Marina del Regno di Sardegna che verteva sulla costruzione, nel periodo tra il 1825 e il 1829, di due fregate di primo ordine da 62 cannoni, di due fregate da 44 cannoni e di due corvette o brick, che al bisogno potessero essere armati a bombarda. Questo programma di costruzioni, fortemente voluto dal comandante della marina ammiraglio Giorgio Des Geneys, comportava un considerevole sforzo finanziario per le casse del Regno, ma una volta terminato avrebbe raddoppiato la forza della piccola Marina sarda. Data la limitata capacità produttiva Cantiere della Foce di Genova, unita alla scarsità di legname adatto, il programma navale fu ripartito in due gruppi, il primo costituito dalle due fregate da 44, la Beroldo e la Haute Combe, e dalla prima corvetta da 20 cannoni, la Euridice, mentre il secondo comprendeva le due fregate di primo rango, Carlo Felice e Regina, progettate dal signor De Lève, e la seconda corvetta, la Aurora. I nomi delle unità furono sottoposti dal comandante della marina all'approvazione del sovrano, Carlo Felice di Savoia. Appena entrate in servizio la Carlo Felice che successivamente la Regina evidenziarono subito dei difetti di costruzione. Una relazione sottoposta al re evidenziava che:  si è ottenuto di operare le anzidette costruzioni (delle sei unità del programma) ad un costo quasi di un terzo minore di ciò che negli altri cantieri si sarebbe dovuto spendere, tuttavia non si è potuto non riconoscere che … maggiore [sarebbe stata] la perfezione dell’opera quando si fosse potuto avere pronti nei regi magazzini una sufficiente quantità di materiali stagionati ed aver disponibili un certo numero di operai a soldo fisso … per cui il lavoro sarebbe stato migliore.
Entrata in servizio nel 1830 la Carlo Felice, insieme alle fregate Maria Teresa ed Euridice e alla corvetta Aurora, fece parte della squadra navale inviata a Tripoli per effettuare una dimostrazione di forza in causata dall'insorgenza di un contenzioso tra il Regno di Sardegna e quella reggenza, che fu poi ricomposto per via diplomatica. Il 26 novembre 1832 il brigantino del Regno delle Due Sicilie Principe Carlo, insieme agli avvisi Leone ed Aquila e ad una formazione sarda (fregate Carlo Felice ed Euridice, avviso Dione), lasciò Genova per scortare a Napoli la fregata Regina Isabella, che aveva a bordo i neo sposi Ferdinando II delle Due Sicilie e Maria Cristina di Savoia (che soffrì notevolmente di mal di mare durante la navigazione), giungendo a Napoli il 30 novembre.
Riprese il mare l'11 novembre 1836, come nave ammiraglia del capitano di vascello Luigi Ottavio Serra, al comando di una forte squadra navale incaricata di incrociare davanti alle coste del Portogallo e del Marocco in un momento di pericolose tensioni tra i due paesi, che potevano sfociare in una guerra tra il Regno di Sardegna e il Regno del Portogallo. La Carlo Felice fu radiata subito dopo il rientro dalla missione, e poi demolita nel corso del 1844, nonostante il tentativo del comandante provvisorio della marina, contrammiraglio Giorgio De Viry, in una lettera indirizza al Ministero di Guerra, avesse proposto di trasformarla in una corvetta a batteria scoperta eliminando completamente il ponte di coperta e ridimensionandone in modo appropriato l'alberatura. L'armamento si doveva basare su 30 cannoni lunghi da 32 lb, ma la proposta non fu accolta.

### Fonti
1. 1 2 3  Antonicelli 2013, p. 146.
2. ↑  Prasca 1892, p. 111.
3. 1 2  Antonicelli 2013, p. 147.
4. ↑  AST mazzo 351 Registro relazioni a s.m. 1826-1831; relazione n. 593 del 16 giugno 1831.
5. ↑  Antonicelli 2013, p. 150.
6. 1 2  Antonicelli 2013, p. 149.